# Bradziszcza (przystanek kolejowy)
Bradziszcza (biał. Брадзішча; ros. Бродище) – przystanek kolejowy w pobliżu miejscowości Bradziszcza, w rejonie osipowickim, w obwodzie mohylewskim, na Białorusi. Położony jest na linii Homel - Żłobin - Mińsk.